# The Book of Literary Design
《The Book of Literary Design》是《文心雕龍》的全譯本，1999年由香港大学出版社出版，由黃兆傑、盧仲衡、林光泰合译。

## 成書
黄兆杰於1960年毕业于香港大学，1970年获得牛津大学的哲学博士学位，后於香港大學任教，教授中国古典文学与翻译等课程。他於1983年所作的《早期中国文学批评》（英語：Early Chinese Literaty Criticism）中收录《文心雕龙》的《神思》、《序志》的翻译。1999年，他与其他两位译者（盧仲衡、林光泰）合译并主编出版了《文心雕龙》(The Book of Literary Design ）。:19:92
黄兆杰和施友忠一樣，都是在教授中国文学的过程中开始对《文心雕龙》的翻译。此外，英国的政治文化对香港也有所影响，以及他在英国的学习经历，創作上更為會考慮英国读者阅读习惯。在此背景下，主編在《原道》的注解表示，“大众化读者的理解与欣赏” 是他翻译研究所关注的对象。《早期中国文学批评》中也有說“他的翻译是面向没有接触过汉语的读者，即使不是汉语专业的大学学生也可以阅读，并由此了解中国文学的基本概念」。
從翻譯策略而言，此書使用了歸化翻譯，注重傳播中國文論，以流畅性，減少学术性，增加可读性為主。譯者角色是一般的大眾譯者，以意譯為主，釋義為輔。:19:25-26

## 迴響
有学者依據WorldCat以统计此书在世界的馆藏量。在1979年至2019年間，黃譯本的館藏量是各家譯本之中最少的，只有三家。相比之下施友忠（The Literary Mind and the Carving of Dragons）的有1231家、蔡宗齊的有1317家，可見他的影響力不高。:67
究其理由，主要是歸於當中的思想內容簡單化，有意或者無意省略原文中的思想。此外，相比另外兩家的全譯本，負責出版的香港大學出版社並不是著名的出版社，而其他譯本要麼是有美國各大高校出版社發行，又或者是有《大中華文庫》計劃背書，相比下影響力不足。:67-68
呂榮分析了此譯本，並指出此書的易讀程度大約在12級左右，在施譯本和楊譯本（Dragon-Carving and the Literary Mind）之間。相比而言，易讀性不是所有譯本中最低的。抽取《神思》篇以分析，以「古人云：『形在江海之上，心存魏闕之下』」作比較，認為他的譯法最容易被讀者所理解。而「文之為德也大矣！」一句中，黃兆杰選擇譯作「Harmony such as you see in poetry, is universal」，但是「Harmony」實際沒有「文」的意是，而是解作“融合」、“协调”之意，也可指“自然界色彩的协调”，而他全文中「文」都譯作「Harmony」，可見他希望表達出原文「文」的特點，以減少不必要的麻煩。